# Гроза, Александр
Александр Кароль Гро́за (пол. Aleksander Groza; 30 июня 1807, с. Закриничье, ныне Оратовский район Винницкой области, Украина — 3 ноября 1875, Халаимгородок, ныне Андрушёвский район Житомирской области) — польский поэт эпохи романтизма, принадлежавший к так называемой «украинской школе» в польской поэзии.

## Биография
Родился в богатой дворянской семье. Его отец был известным волынским помещиком. Брат Сильвестра Венжика, писателя. Гроза получил достаточно хорошее и обширное образование — сначала на медицинском факультете Виленского университета, затем в Дерптском университете. Дебютировал в печати в вильнюсском ежегоднике «Noworocznik litewski na rok 1831». В 1836 году опубликовал своё наиболее известное сочинение, поэму «Староста Каневский». В 1840-е годы жил в селе, которое унаследовал на Украине, и занимался литературной работой. В 1850 г. переехал в Бердичев, затем в Житомир, где посвятил себя выпуску дешёвых учебных и литературных изданий для бедных и другой благотворительной деятельности.
Похоронен на кладбище с. Безыменное возле своего брата Сильвестра Венжика Гроза.

## Творческий путь
Первые свои творения Александр Гроза опубликовал в 1831 году в «литовском Новоричнику» (wileńskiу Noworoczniku) в Вильнюсе. Через пять лет он выпустил «Староста Каневский» (Starosta Kaniowski) свой первый и самый известный роман, в котором рассказывалось про похождениях Николая Потоцкого. В период с 1838 по 1842 годы проходили слухи, в том же Вильнюсе, что его поэзии соизмеримы с произведениями художников.
Следующее творение Александра — повесть, что была опубликованная только в 1848 году, было писано в манере бытовой, как «Выписки из дневника Владислава» (Władysław — wyciąg z pamiętników). Другой новый его произведение, классифицируется в этом же литературном стиле, «Мозаика контрактовый» (Mozaika kontraktowa) — это дневник 1851 года, которого он окончил в 1857 году.
Дальнейшие его произведения остались неизвестными, и в то время он уже больше себя посвящал деятельности народников, пропагандируя народное искусство и занимаясь благотворительными или издательскими проектами. Александр Гроза считается подзабытым украинским писателем.